# Dan Mândrilă
Dan Mândrilă (*  1938 in Chișinău; † 31. Dezember 1992) war ein rumänischer Tenorsaxophonist, Klarinettist und Komponist des Modern Jazz. Er gilt als einer der herausragenden Jazzmusiker der rumänischen Jazzszene der 1960er und 1970er Jahre.

## Leben und Wirken
Mândrilă studierte auf dem Konservatorium „Ciprian Porumbescu“ in Bukarest. Ab 1963 arbeitete er im Studioorchester des staatlichen Plattenlabels Electrecord. 1966 nahm er mit dem Orchester von Richard Oschanitzky auf, im Folgejahr mit Friedrich Gulda und mit Guido Manusardi.
Mit dem Pianisten Richard Oschanitzky, dem Altsaxophonisten Stefan Berendei, dem Bassisten Johnny Răducanu und dem Drummer Eugen Gondi gründete er das Freetet, das in den Free Jazz vorstieß. 1969 hat es mit großem Erfolg Oschanitzkys Double Concert in Leipzig aufgeführt.   1970 nahm er mit Václav Zahradníks East European All Stars Big Band auf. Im selben Jahr holte ihn Boško Petrović zu seinen Nonconvertible All Stars, mit denen er 1971 bei den Berliner Jazztagen auftrat. Im selben Jahr präsentierte er sein Quartett auf dem Jazz Jamboree in Warschau. Auch war er an mehreren Alben der Sängerin Aura Urziceanu beteiligt.
1977 konnte er mit seinem Nonett ein erstes, dem Rockjazz verpflichtetes Album unter eigenem Namen aufnehmen, das drei Jahre später veröffentlicht wurde. Gemeinsam mit dem Pianisten Mircea Tiberian und dem Saxofonisten Nicolas Simion gründete er eine der erfolgreichsten Jazzformationen Rumäniens; 1988 trat er mit dieser Gruppe Opus 4 bei der Jazz-Bühne in Ost-Berlin auf.

## Diskographische Hinweise
- Nonconvertible All Stars Swinging East (mit Simeon Shterev, Michał Urbaniak, Salko Mujicic, Boško Petrović, Ozren Depolo, Pop Asanovic, Aladár Pege, Miljenko Prohaska, Ratko Divjak, MPS 1971)
- Alter ego (1980, Electrecord)
- Jazz restitutio 4 (1993, Electrecord)
- Jazz restitutio (2003, Electrecord)